# 伊瓦伊乔恩基农村居民点
伊瓦伊乔恩基农村居民点（俄语：Ивайтёнское сельское поселение）是俄罗斯联邦布良斯克州乌涅恰区所属的一个农村居民点。其下辖有12个居民点，行政中心为新伊瓦伊乔恩基。据2015年统计，该农村居民点的人口为897人。